# Френчман
Френчман (на английски: Frenchman River) е река в Южна Канада, провинция Саскачеван и в САЩ, щата Монтана, ляв приток на река Милк, от системата на река Мисури.
Нейната дължина е 341 км, с която се нарежда на 105-о място сред реките на Канада.
Река Френчман изтича от езерото-язовир Сайпрес (на 975 м н.в.), разположено в най-югозападната част на провинция Саскачеван. Тече на изток през градчето Истенд (471 души, най-голямото населено място по течението ѝ), а след това завива на югоизток. Преминава последователно през три язовира (Истенд, Хъф и Нютън), които се използват само за напояване, пресича националния парк „Грасландс“, завива на юг и навлиза в САЩ (щата Монтана). Влива се отляво в река Милк, на 660 м н.в., на около 9-10 км североизточно от градчето Сако.
Площта на водосборния басейн на реката е 5500 km2, което представлява 8,9% от водосборния басейн на река Милк. Около 3/4 от басейна ѝ се намира на канадска територия.
Максималният отток на Френчман е през април, а минималният – през декември и януари. Има дъждовно-снегово подхранване. От началото на декември до началото на април реката замръзва.
През 1873-1874 г. смесена канадско-американска топографска комисия, възглавявана от канадския геолог и топограф Джордж Доусън, по време на демаркацията на канадско-американската граница извършва детайлно топографско заснемане и картиране на цялото течение на Френчман.